# Рими
„Рими“ (на японски: 家なき子レミ) е японски аниме сериал в 26 епизода, произведен от Nippon Animation и излъчван по японския канал Fuji TV от 1996 до 1997 г. като част от известната поредица World Masterpiece Theater.

## В България
В България сериалът започва излъчване през декември 2005 г. по Канал 1 на БНТ. Повторенията са излъчвани и по БНТ Море. Дублажът е на „Арс Диджитал Студио“ и в него участва Ася Рачева.